# Paul Coffey
Paul Douglas Coffey, född 1 juni 1961 i Weston, Ontario, är en kanadensisk före detta professionell ishockeyspelare.
Paul Coffey spelade 21 NHL-säsonger i Edmonton Oilers, Pittsburgh Penguins, Los Angeles Kings, Detroit Red Wings, Hartford Whalers, Philadelphia Flyers, Chicago Blackhawks, Carolina Hurricanes och Boston Bruins. Coffey gjorde sig känd för sin snabbhet och sina offensiva kvaliteter. Vann fyra Stanley Cup-titlar, tre med Edmonton Oilers (1984, 1985 och 1987) och en med Pittsburgh Penguins (1991).

## Karriär

### NHL
Coffey draftades av Edmonton Oilers i 1980 års NHL Entry Draft som nummer sex totalt. Han spelade sju säsonger i laget under Oilers storhetstid och vann tre Stanley Cup-titlar (1984, 1985 och 1987).
Inför säsongen 1987–88 blev han osams med Oilers general manager Glen Sather och blev bortbytt till Pittsburgh Penguins. Han spelade i Penguins i fyra och en halv säsong och var med om att vinna Stanley Cup 1991 innan han återförenades med Wayne Gretzky i Los Angeles Kings. Efter två och en halv säsong i Los Angeles tradades han till Detroit Red Wings. Under lockoutsäsongen 1994–95 gjorde han mest poäng i Detroit Red Wings, en imponerande prestation för en back och enda gången under karriären Coffey lyckades med det. 
Efter fyra och en halv säsong i Detroit byttes han bort till Hartford Whalers i början av säsongen 1996–97 efter ett bråk med tränaren Scotty Bowman. Under sina avslutande år i NHL spelade han också för Philadelphia Flyers, Chicago Blackhawks, Carolina Hurricanes och Boston Bruins. När karriären var slut 2000 hade Coffey skrapat ihop imponerande 1531 poäng fördelat på 396 mål och 1135 assists vilket gör honom till den näst bästa poängplockaren bland backar i NHL:s historia efter Ray Bourque. 2004 blev han invald i Hockey Hall of Fame och 2005 pensionerades hans nummer 7 av Edmonton Oilers.

### Landslagskarriär
Coffey deltog i tre Canada Cup (1984, 1987 och 1991), ett World Cup (1996) och ett världsmästerskap (1990)

## Meriter och utmärkelser
- Stanley Cup – fyra gånger; 1984, 1985, 1987 och 1991
- James Norris Trophy – tre gånger; 1985, 1986 och 1995
- Uttagen i NHL First All-Star Team – fyra gånger; 1985, 1986, 1989 och 1995
- Uttagen i NHL Second All-Star Team – fyra gånger; 1982, 1983, 1984 och 1990
- NHL All-Star matcher - 14 stycken; 1982, 1983, 1984, 1985, 1986, 1988, 1989, 1990, 1991, 1992, 1993, 1994, 1996 och 1997
- Invald i Hockey Hall of Fame 2004
- Rankad som nummer 28 på ishockeytidningen The Hockey News lista över de 100 bästa hockeyspelarna genom tiderna 1998
- NHL-rekord för flest mål under en säsong av en back - 48 mål säsongen 1985–86
- NHL-rekord för flest poäng i en match av en back - 8 poäng, 2 mål och 6 assists, den 14 mars 1986. Rekordet delat med Tom Bladon.
- NHL-rekord för längsta svit av matcher där han gjort poäng av en back – 28 matcher säsongen 1985–86

## Statistik

### Klubbkarriär
| 1978-79    | Sault Ste. Marie Greyhounds | OHA        | 68   | 17  | 72   | 89   | 103  | –   | –  | –   | –   | –   |
| 1979-80    | Sault Ste. Marie Greyhounds | OHA        | 23   | 10  | 21   | 31   | 63   | –   | –  | –   | –   | –   |
| 1979-80    | Kitchener Rangers           | OHA        | 52   | 19  | 52   | 71   | 130  | –   | –  | –   | –   | –   |
| 1980-81    | Edmonton Oilers             | NHL        | 74   | 9   | 23   | 32   | 130  | 9   | 4  | 3   | 7   | 22  |
| 1981-82    | Edmonton Oilers             | NHL        | 80   | 29  | 60   | 89   | 106  | 5   | 1  | 1   | 2   | 6   |
| 1982-83    | Edmonton Oilers             | NHL        | 80   | 29  | 67   | 96   | 87   | 16  | 7  | 7   | 14  | 14  |
| 1983-84    | Edmonton Oilers             | NHL        | 80   | 40  | 86   | 126  | 104  | 19  | 8  | 14  | 22  | 21  |
| 1984-85    | Edmonton Oilers             | NHL        | 80   | 37  | 84   | 121  | 97   | 18  | 12 | 25  | 37  | 44  |
| 1985-86    | Edmonton Oilers             | NHL        | 79   | 48  | 90   | 138  | 120  | 10  | 1  | 9   | 10  | 30  |
| 1986-87    | Edmonton Oilers             | NHL        | 59   | 17  | 50   | 67   | 49   | 17  | 3  | 8   | 11  | 30  |
| 1987-88    | Pittsburgh Penguins         | NHL        | 46   | 15  | 52   | 67   | 93   | –   | –  | –   | –   | –   |
| 1988-89    | Pittsburgh Penguins         | NHL        | 75   | 30  | 83   | 113  | 195  | 11  | 2  | 13  | 15  | 31  |
| 1989-90    | Pittsburgh Penguns          | NHL        | 80   | 29  | 74   | 103  | 95   | –   | –  | –   | –   | –   |
| 1990-91    | Pittsburgh Penguins         | NHL        | 76   | 24  | 69   | 93   | 128  | 12  | 2  | 9   | 11  | 6   |
| 1991-92    | Pittsburgh Penguins         | NHL        | 54   | 10  | 54   | 64   | 62   | –   | –  | –   | –   | –   |
| 1991-92    | Los Angeles Kings           | NHL        | 10   | 1   | 4    | 5    | 25   | 6   | 4  | 3   | 7   | 2   |
| 1992-93    | Los Angeles Kings           | NHL        | 50   | 8   | 49   | 57   | 50   | –   | –  | –   | –   | –   |
| 1992-93    | Detroit Red Wings           | NHL        | 30   | 4   | 26   | 30   | 27   | 7   | 2  | 9   | 11  | 2   |
| 1993-94    | Detroit Red Wings           | NHL        | 80   | 14  | 63   | 77   | 106  | 7   | 1  | 6   | 7   | 8   |
| 1994-95    | Detroit Red Wings           | NHL        | 45   | 14  | 44   | 58   | 72   | 18  | 6  | 12  | 18  | 10  |
| 1995-96    | Detroit Red Wings           | NHL        | 76   | 14  | 60   | 74   | 90   | 17  | 5  | 9   | 14  | 30  |
| 1996-97    | Hartford Whalers            | NHL        | 20   | 3   | 5    | 8    | 18   | –   | –  | –   | –   | –   |
| 1996-97    | Philadelphia Flyers         | NHL        | 37   | 6   | 20   | 26   | 20   | 17  | 1  | 8   | 9   | 6   |
| 1997-98    | Philadelphia Flyers         | NHL        | 57   | 2   | 27   | 29   | 30   | –   | –  | –   | –   | –   |
| 1998-99    | Chicago Black Hawks         | NHL        | 10   | 0   | 4    | 4    | 0    | –   | –  | –   | –   | –   |
| 1998-99    | Carolina Hurricanes         | NHL        | 44   | 2   | 8    | 10   | 25   | 5   | 0  | 1   | 1   | 2   |
| 1999-00    | Carolina Hurricanes         | NHL        | 69   | 11  | 29   | 40   | 40   | –   | –  | –   | –   | –   |
| 2000-01    | Boston Bruins               | NHL        | 18   | 0   | 4    | 4    | 30   | –   | –  | –   | –   | –   |
| OHA totalt | OHA totalt                  | OHA totalt | 151  | 48  | 147  | 195  | 307  | –   | –  | –   | –   | –   |
| NHL totalt | NHL totalt                  | NHL totalt | 1409 | 396 | 1135 | 1531 | 1802 | 194 | 59 | 137 | 196 | 264 |